# Wendy and Lucy
Wendy and Lucy es una película estadounidense estrenada en 2008 dirigida por Kelly Reichardt y protagonizada por Michelle Williams y su perro labrador.

## Sinopsis
Junto a su perra labrador Lucy, Wendy viaja en su viejo Honda Accord de los 80 hacia Alaska en busca de trabajo. La situación de Wendy empeora cuando su auto se avería cuando cruza Oregón y debe llevarlo a un taller. Sus recursos económicos son limitados, por lo que decide robar en un supermercado comida para su perra, pero es descubierta y llevada a la comisaría. Al salir descubre que Lucy ha desaparecido. Wendy tendrá que recuperar a su perra y pagar la factura del taller.

## Reparto
1. Michelle Williams es Wendy.
2. Will Patton es el mecánico.
3. Wally Dalton es el oficial de Seguridad.
4. John Robinson es Andy.
5. Will Oldham es Icky.

## Realización
La película fue filmada en desde el primero al veinte de agosto de 2007, en Oregón, Estados Unidos:
- Portland.
- Wilsonville.

Fue estrenada en Francia el 22 de mayo de 2008 en el Festival de Cannes.